# Троицкая осада
Тро́ицкая оса́да — осада Троице-Сергиева монастыря войсками Лжедмитрия II, продолжавшаяся пятнадцать месяцев и девять дней — с 23 сентября (3 октября) 1608 по 12 (22) января 1610, когда она была снята войсками Михаила Васильевича Скопина-Шуйского и Якоба Делагарди.

## Предшествующие события
К периоду Смутного времени Троице-Сергиев монастырь уже был влиятельным религиозным центром, обладателем крупной сокровищницы и военной крепостью. Монастырь окружали 12 башен, соединённых крепостной стеной протяженностью 1250 метров, высотой от 8 до 14 метров, толщиной 1 метр. На стенах и башнях размещалось 110 пушек, имелись многочисленные метательные устройства, котлы для варки кипятка и смолы, приспособления для их опрокидывания на неприятеля. Укрепившись под Москвой, Лжедмитрий II и поддерживавшие его польские силы, предприняли попытку организовать её полную блокаду. Занятие монастыря и последующий контроль над ним обеспечивали полную блокаду Москвы с востока и контроль над северо-восточными районами Руси, захват сокровищ монастыря позволял укрепить финансовое положение, а привлечение на свою сторону влиятельной монастырской братии сулило окончательное крушение авторитета царя Василия Шуйского и последующее венчание на царство Лжедмитрия II.
Для решения этой задачи к монастырю было направлено объединённое польско-литовское войско гетмана Яна Сапеги, усиленное отрядами их русских союзников-тушинцев и казаков под командованием полковника Александра Лисовского. Данные о числе этих войск расходятся (по одним источникам — около 15 тысяч человек, по другим данным — до 30 тысяч человек). Историк И. Тюменцев приводит такие данные о войсках противника: польско-литовские полки и наёмники составляли 4,5 тысяч человек, тушинцы — 5-6 тысяч. В войске насчитывалось 6770 человек конницы и 3350 человек пехоты, общая численность войска составляла немногим более 10 тысяч человек, что по меркам того времени было значительной боевой силой. Имелось 17 орудий, но все они были полевыми, почти бесполезными для ведения осады.
Правительство Василия Шуйского заранее направило в монастырь стрелецкие и казачьи отряды воеводы князя Григория Долгорукова-Рощи и московского дворянина Алексея Голохвастова. Оборонявшиеся насчитывали к началу осады до 2300 человек ратных людей и около 1000 крестьян соседних сёл, паломников, монахов, служителей и работников монастыря, принявших активнейшее участие в его защите. Весь период осады в монастыре находилась царевна Ксения Годунова, постриженная по указанию Лжедмитрия I в монахини.

## Начало осады
Руководители польско-литовского войска не ожидали упорной обороны монастыря, основываясь на массовом неприятии населением Руси царствования Василия Шуйского и параличе российской государственной власти. Поэтому отказ русского гарнизона сдать Троице-Сергиев монастырь без сопротивления поставил их в трудное положение. Первым делом осаждавшим пришлось спешно сооружать собственные укреплённые лагеря и готовиться к трудностям штурма, одновременно пытаясь вступить в переговоры с осаждёнными. Однако в последнем вопросе Сапегу ожидала неудача — архимандрит монастыря Иоасаф в ответном послании ему поставил во главу угла не исполнение присяги царю Василию Шуйскому, а защиту православия и обязанность «верно служить государю, который на Москве будет». Копии этого послания в виде грамот широко распространялись по Руси, сыграв значительную роль в росте национального самосознания русского народа. Таким образом, оборона монастыря с самого начала приобрела в глазах самих осаждённых и в глазах русского общества того времени общенациональный, глубоко государственный характер, умноженный на значение вооружённой защиты одной из главных православных святынь.

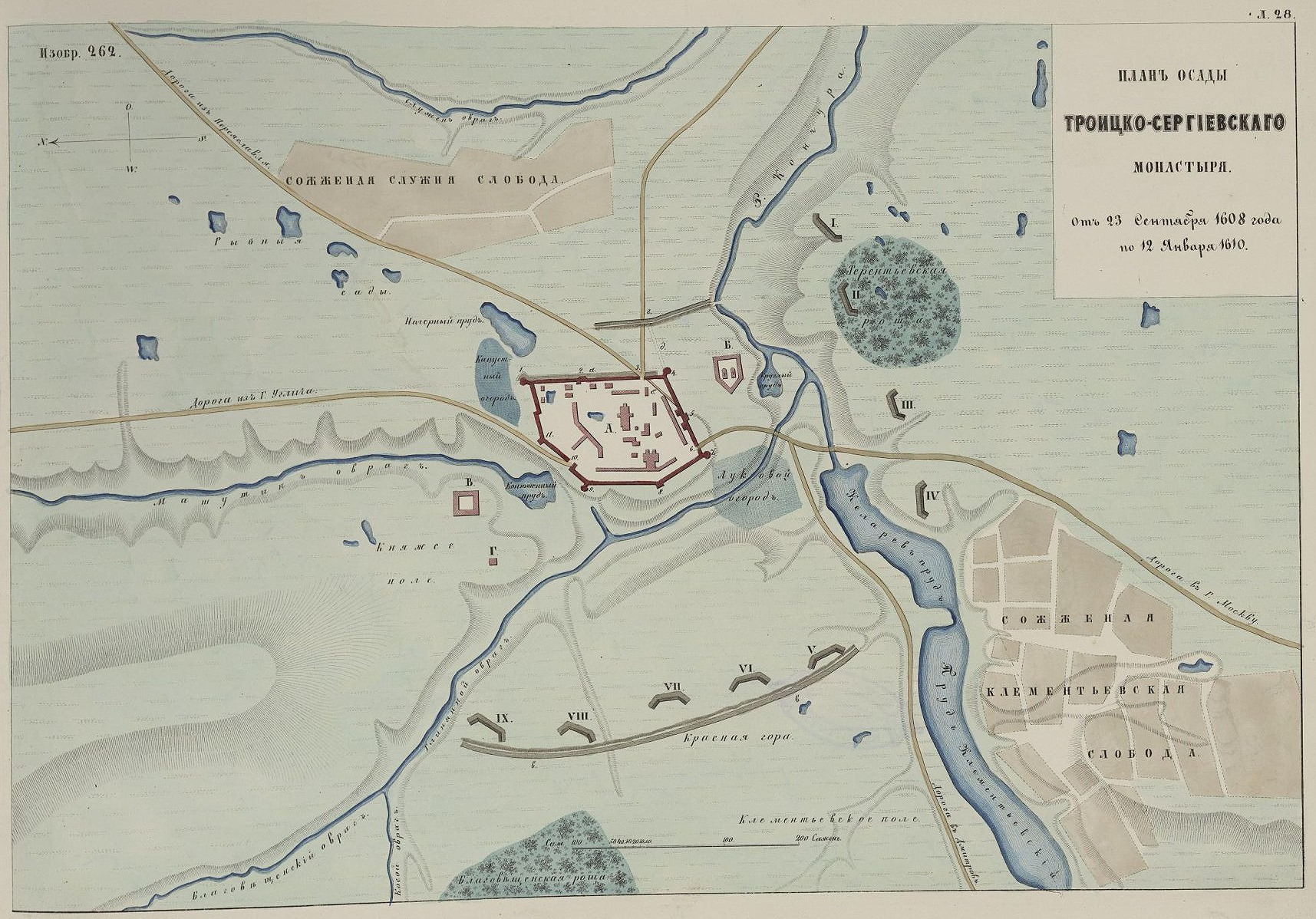
План осады Троицко-Сергиевского монастыря с 1608 по 1610 г.(издание 1858г)

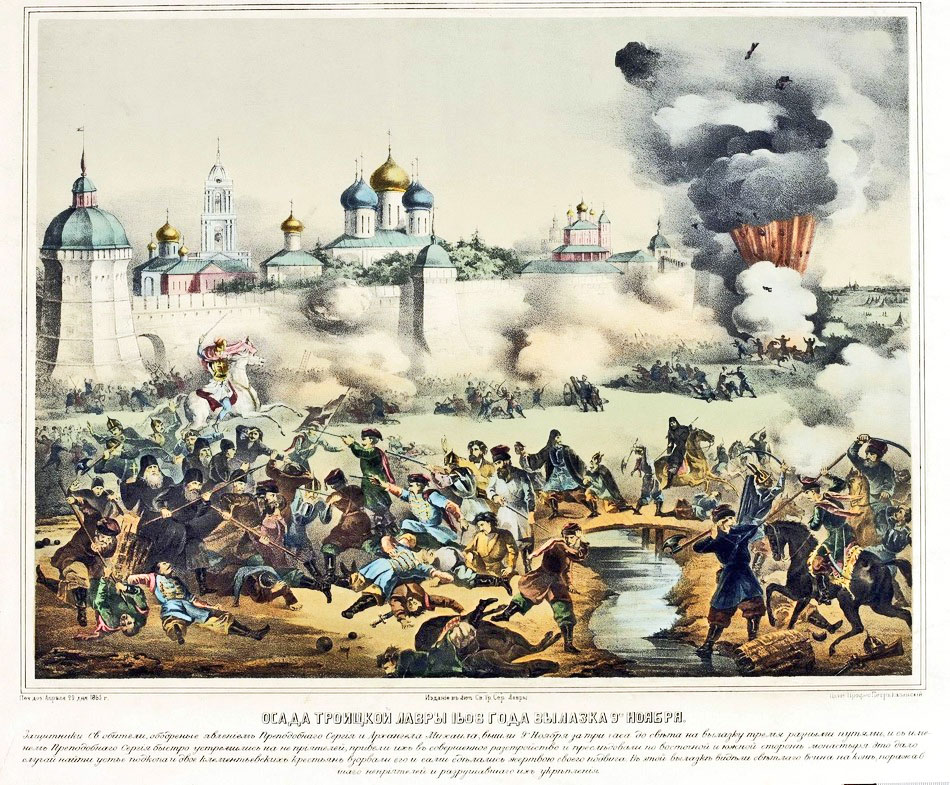
Осада Троицкого монастыря 1608 года. Вылазка 9 ноября.

С октября 1608 года начались мелкие стычки: осаждавшие боролись с русскими лазутчиками, осаждённые пытались отсечь и уничтожить мелкие группы осаждавших на строительных работах и заготовке фуража. Началось строительство подкопов под башни монастыря. В ночь на 1 (11) ноября 1608 года была предпринята первая попытка штурма одновременной атакой с трёх сторон. Осаждавшие зажгли одно из передовых русских деревянных укреплений. Пламя пожара осветило порядки наступавших войск. Прицельным огнём многочисленной русской артиллерии штурмующие были остановлены и обращены в бегство. В ходе последующей вылазки были уничтожены разрозненные группы тушинцев, укрывавшиеся во рвах. Первый штурм окончился полным провалом с значительным уроном для осаждавших.
Руководители гарнизона монастыря придерживались тактики активной обороны. В декабре 1608 — январе 1609 года дерзкими вылазками удалось отбить у осаждавших часть скота и запасы сена, разгромить ряд застав, поджечь некоторые укрепления осаждавших. Однако при этом они понесли значительные потери, составившие только в декабре 325 человек убитыми и пленными. Появились также перебежчики к противнику из числа гарнизона, в том числе дворяне и стрельцы. Видимо, благодаря их показаниям, в январе 1609 года одна из вылазок осаждённых едва не окончилась трагедией — противник атаковал их из засады и отрезал от монастыря, а конница осаждавших атаковала открытые монастырские ворота. Части атакующих удалось даже ворваться в монастырь. Положение вновь спасла многочисленная русская артиллерия, точным огнём вызвавшая замешательство тушинцев, атаковавших ушедших на вылазку бойцов. Благодаря этой поддержке, участвовавшие в вылазке стрельцы вернулись в монастырь, потеряв свыше 40 человек только убитыми. Ворвавшиеся в монастырь конники противника были в основной массе истреблены крестьянами и паломниками, забросавшими их камнями и брёвнами в узких улочках между постройками.

## События 1609 года
С января 1609 года ухудшилось положение осаждённых — из-за отсутствия продовольственных запасов началась цинга. Уже в феврале смертность достигала 15 человек в сутки. Также стали истощаться немногочисленные запасы пороха. Получивший об этом информацию гетман Ян Сапега начал подготовку к новому штурму, планируя подрыв крепостных ворот заготовленными мощными петардами. В свою очередь, воеводы Василия Шуйского попытались поддержать осаждённых, направив в монастырь обоз с грузом в 20 пудов пороха в сопровождении 70 казаков и 20 монастырских слуг. Полякам удалось захватить гонцов, которых старший этого обоза направил в монастырь для координации плана действий. Под пытками гонцы раскрыли известные им сведения. В результате в ночь на 26 февраля 1609 года обоз попал в одну из засад, охранявшие обоз казаки вступили в неравный бой. Услышав шум боя, воевода Долгорукий-Роща предпринял вылазку. В результате засада была рассеяна, ценный обоз прорвался в монастырь. Раздосадованный неудачей полковник Лисовский приказал наутро вывезти под стены монастыря и зверски казнить захваченных гонцов и взятых в ночном бою четырёх пленных. В ответ Долгорукий-Роща приказал вывести на стены и зарубить всех имевшихся в монастыре пленных — 61 человек, в большинстве своём казаков-тушинцев и наёмников. Итогом стал бунт тушинских отрядов среди осаждавших, обвинявших Лисовского в гибели своих товарищей. С этого времени раздоры в лагере осаждавших стали усиливаться.
Возникли раздоры и в гарнизоне монастыря между стрельцами и монахами. Имели место факты бегства людей к врагу. Знавший о трудностях осаждённых Сапега предпринял подготовку к новому штурму, а для гарантии успеха направил в монастырь перебежчика поляка Мартьяша с заданием войти в доверие к русскому воеводе, а в решающий момент вывести из строя часть крепостной артиллерии. Участвуя в вылазках и стреляя из пушек по тушинцам, Мартьяш действительно вошел в доверие к воеводе Долгорукому. Но накануне штурма, назначенного на 8 июля, в монастырь перебежал православный литвин, сообщивший о лазутчике. Мартьяш был схвачен и под пыткой сообщил все известное ему о предстоящем штурме. Хотя к тому времени силы гарнизона уменьшись более чем втрое с начала осады, правильная их расстановка в местах ударов противника и на этот раз позволила отстоять монастырь. Штурмующие были отбиты в ночном бою, при последующей вылазке в плен захвачено более 30 человек. Но число воинов среди осажденных уменьшилось до 200 человек.
Поэтому Сапега сразу же стал готовить третий штурм. За счёт присоединения действовавших в окрестностях отрядов тушинцев он довёл численность своего войска до 12000 человек. На этот раз атака должна была осуществляться со всех четырёх сторон, чтобы добиться полного раздробления ничтожных сил гарнизона. Сигналом для атаки был пушечный выстрел, от которого начнётся пожар в крепости, если пожар не возникнет — то второй выстрел, а если и тогда пожар не возникнет — то третий выстрел независимо от результатов. Штурм был назначен на 7 августа 1609 года. Видевший приготовления к нему воевода Долгорукий-Роща вооружил всех крестьян и монахов, приказал вынести на стены весь порох, но шансов на успех сражения практически не было.
Осаждённых могло спасти только чудо, и оно произошло. Запутанная система сигнала к штурму сыграла свою роковую роль: одни отряды бросились на штурм после первого выстрела, другие — после последующих. В темноте порядки штурмующих смешались. В одном месте немецкие наемники услышали за спиной крики русских тушинцев и, решив, что это — вышедшие на вылазку осажденные, вступили с ними в бой. В другом месте при вспышках выстрелов польская колонна увидела заходящий на неё с фланга отряд тушинцев и также открыла по нему огонь. Артиллерия осаждённых открыла огонь по полю сражения, усиливая суматоху и возникшую панику. Сражение между осаждавшими перешло в кровавую резню друг друга. Численность перебитых друг другом составила сотни человек.

## Конец осады

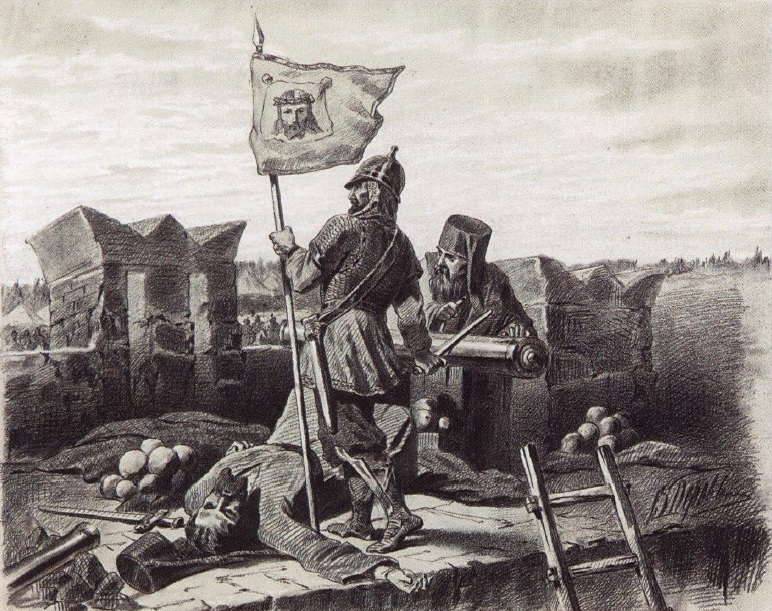
Г. Б. Долгоруков при Троцикой осаде. Рисунок В. Г. Перова, 1875

По существу, несогласованность атакующих стала переломным моментом в борьбе за монастырь. Давние разногласия между тушинцами с одной стороны, поляками и наёмниками — с другой, вылились наружу. В войске осаждавших произошёл раскол. Многие атаманы тушинцев увели свои войска от Троице-Сергиевого монастыря, в оставшихся отрядах дезертирство приобрело массовый характер. Вслед за тушинцами лагерь Сапеги покинули иностранные наёмники. Осаждённые, напротив, были уверены, что чудесное спасение монастыря стало результатом Божественного заступничества и что конец осады близок.
Осенью 1609 года русские войска князя Михаила Скопина-Шуйского нанесли ряд поражений тушинцам и полякам, после чего начали наступление к Москве. Двигаясь из Калязина, русские полки освободили Переславль-Залесский и Александровскую слободу. В бывшей царской резиденции был устроен лагерь для усиления войска стекавшимися со всей страны отрядами. Чувствующий угрозу Сапега принял решение нанести по Скопину-Шуйскому упреждающий удар. Оставив часть своего войска осаждать Троице-Сергиев монастырь, он двинулся к Александровской слободе, но был разбит в битве на Каринском поле.
После этого отряды Скопина-Шуйского заблокировали отступившего назад гетмана в его собственном лагере. Было восстановлено регулярное сообщение между осаждёнными и идущими на помощь войсками.
19 октября 1609 года и 1 (11) января 1610 года обороняющиеся получали подкрепление: в монастырь прорвались отряды стрельцов воевод Давыда Жеребцова (900 человек) и Григория Валуева (500 человек). Усиленный гарнизон приступил к активным боевым действиям. В одной из вылазок стрельцы зажгли деревянные укрепления лагеря Сапеги. Численное превосходство неприятеля не позволило им ворваться в лагерь, но исход борьбы стал уже ясен. Зная о скором подходе основного войска Скопина-Шуйского, Сапега приказал спешно снять осаду. 22 января 1610 года польско-литовские отряды отошли от монастыря в сторону Дмитрова. Там они были настигнуты и разбиты русским отрядом воеводы Ивана Куракина. В результате Сапега привёл обратно к Лжедмитрию II немногим более 1000 человек.
В осаждённом монастыре к концу осады осталось не более 1000 человек из бывших там к началу осады, из них численность гарнизона составила менее 200 человек.
Благополучное окончание осады оказало значительное влияние на настроение населения, подняло боевой дух войска, которое впервые за время Смуты дало столь решительный отпор иноземным захватчикам.

## Отражение в культуре

### Живопись

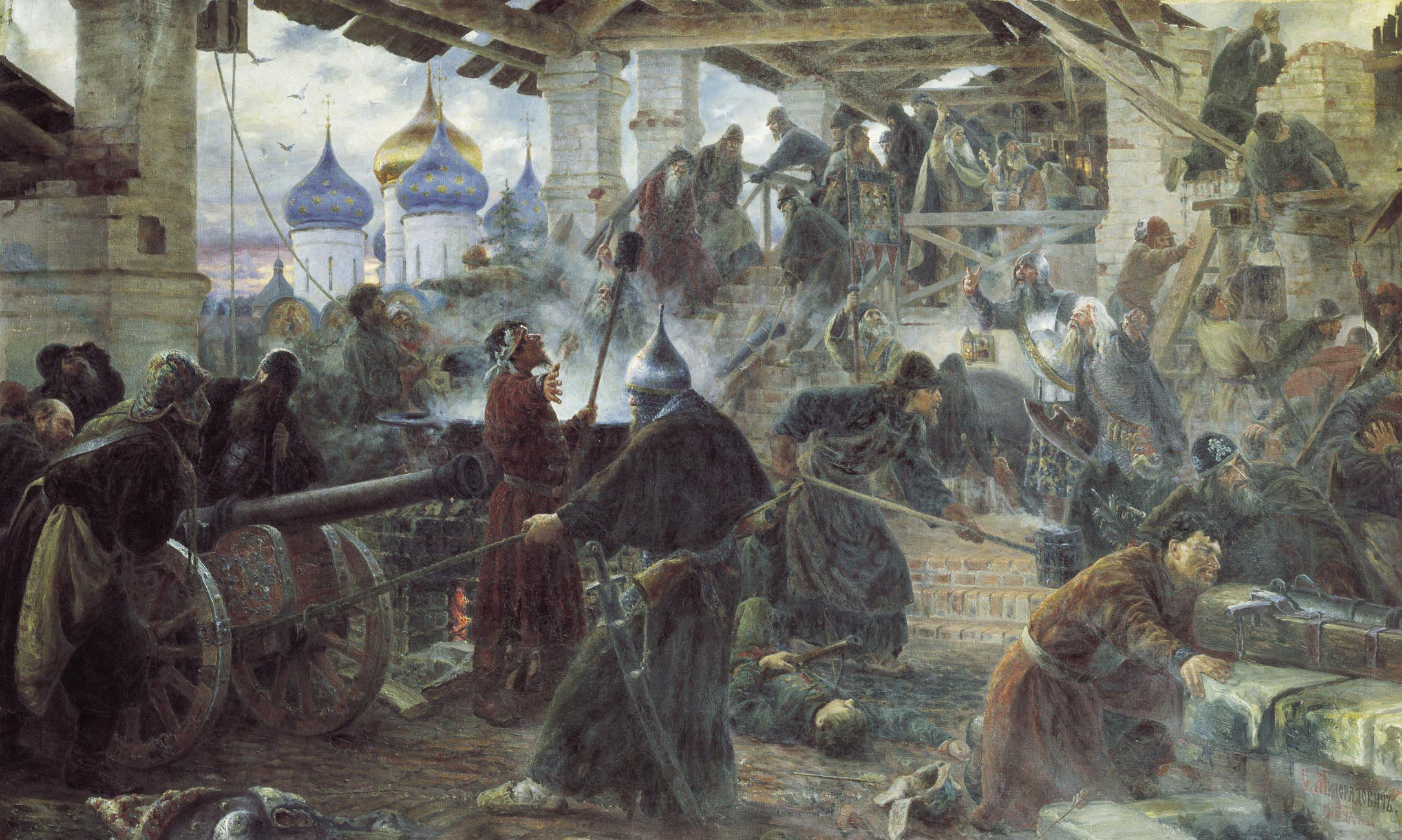
«Оборона Троице-Сергиевой лавры». Картина Сергея Милорадовича
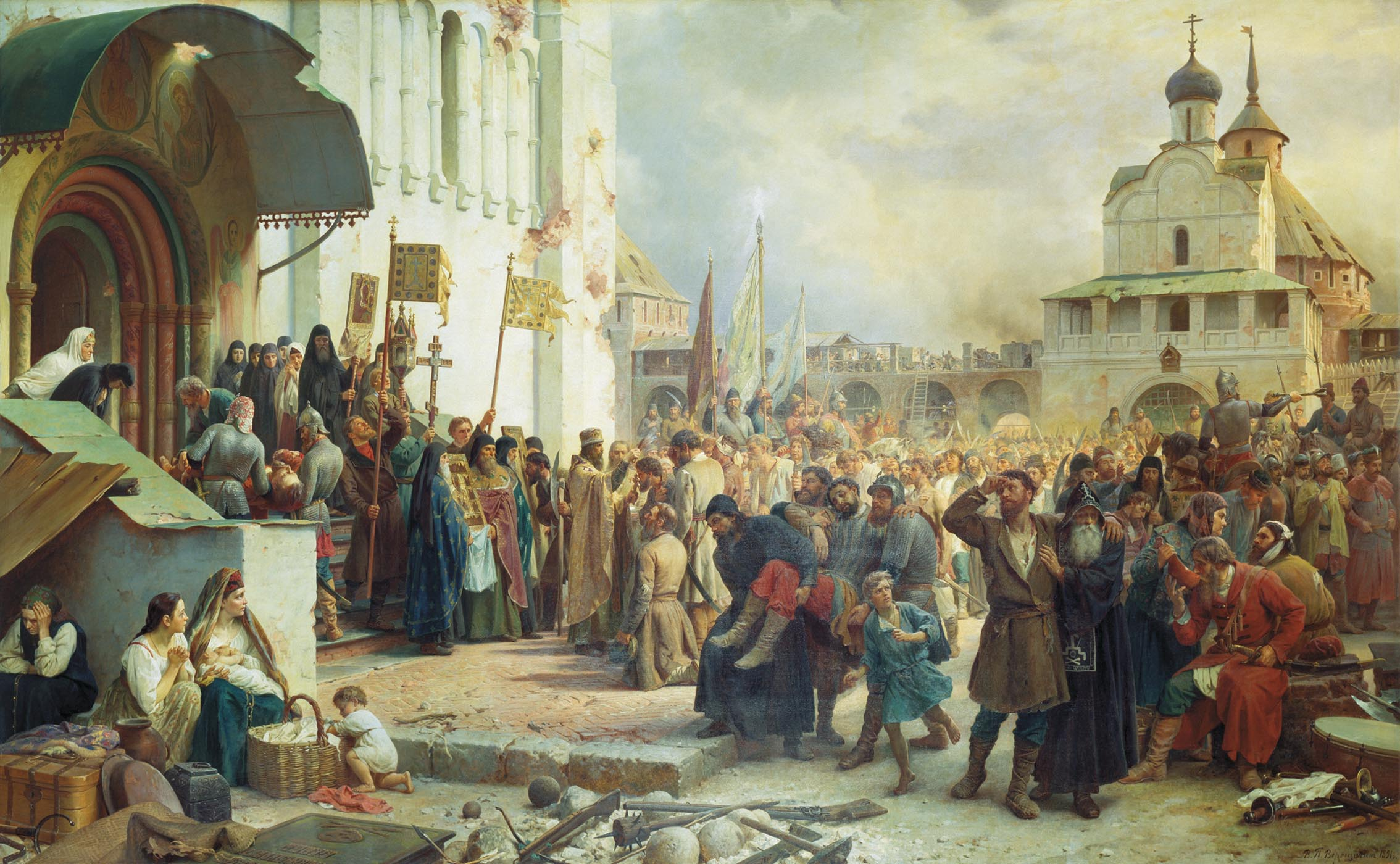
«Осада Троице-Сергиевой лавры». Картина Василия Верещагина

### Кино
- 1913 — «Трёхсотлетие царствования дома Романовых»
- 2007 — «История государства Российского», 315-я серия
- 2013 — «Обитель Сергия. На последнем рубеже»
- 2019 — «Годунов» (телесериал), 2-й сезон, 8-я и 9-я серии

### Художественная литература
- «Троица» — повесть Маркова А. В.
- "За святую обитель" - Лебедев В. П.